# سیتیلینک

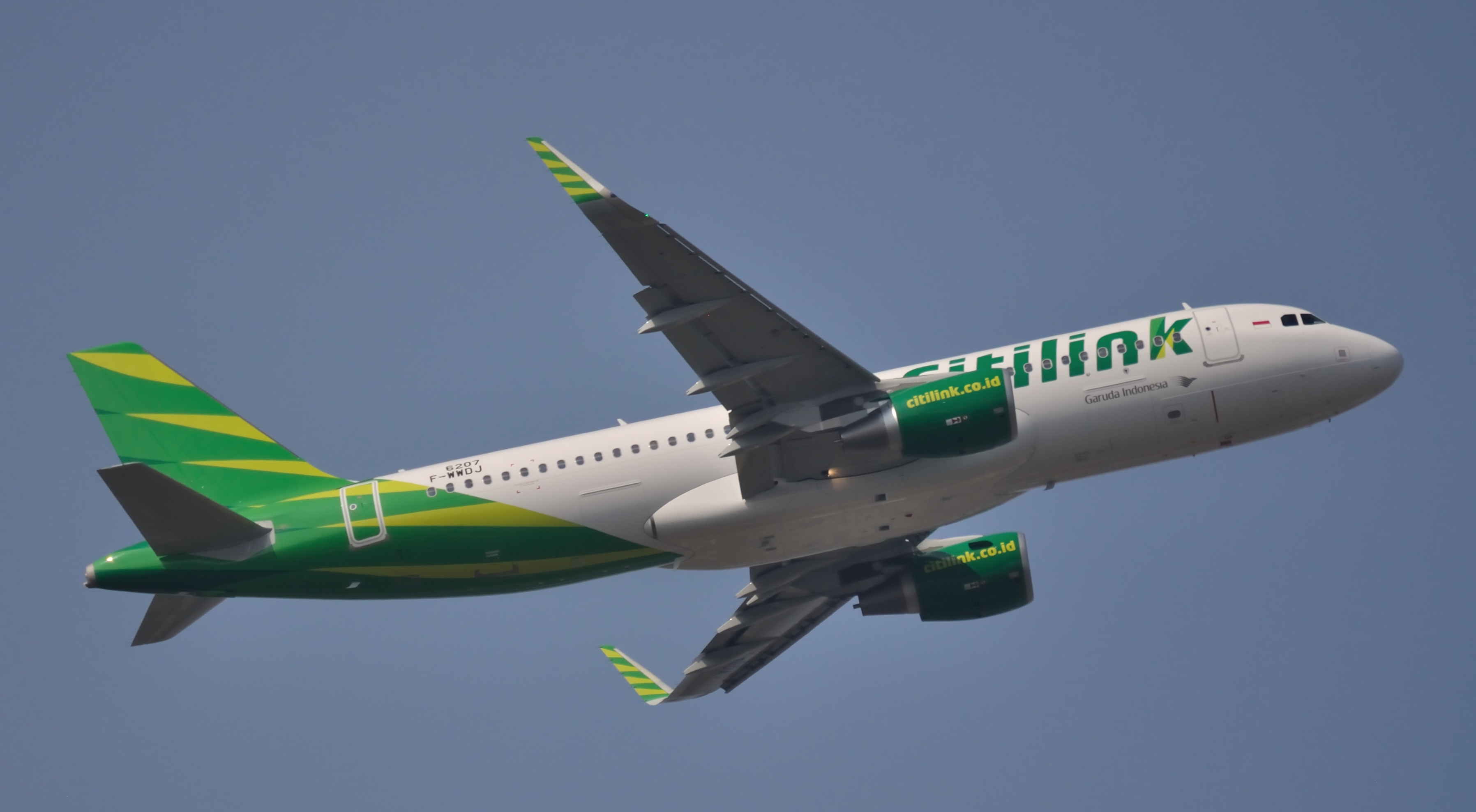
هواپیمای ایرباس ای۳۲۰ متعلق به سیتیلینک

سیتیلینک (انگلیسی: Citilink) شرکت هواپیمایی ارزان‌قیمت اندونزیایی با کد یاتا QG است، که کلیه سهام آن، متعلق به شرکت گارودا ایندونزیا می‌باشد. شرکت سیتیلینک در سال ۲۰۰۱ به‌عنوان زیرمجموعه‌ای از شرکت گارودا ایندونزیا فعالیتش را آغاز کرد. دفتر مرکزی سیتی‌لینک در جاکارتا، اندونزی واقع شده‌است و به ۱۶ مقصد، پرواز مستقیم انجام می‌دهد.
خطوط هوایی سیتیلینک در حال حاضر روزانه به ۱۶ مقصد پروازهای مستقیم دارد و در ناوگان هوایی خود، دارای ۳۵ فروند هواپیمای جت مسافربری می‌باشد. دفتر مرکزی این شرکت در شهر جاکارتا، اندونزی قرار دارد و فرودگاه بین‌المللی جواندا، فرودگاه هنگ نادیم و فرودگاه بین‌المللی سوئکارنو-هتا، قطب‌های این شرکت هواپیمایی به‌شمار می‌آیند.